# Isturgia auroraria
Isturgia auroraria är en fjärilsart som beskrevs av Jacob Hübner 1787. Isturgia auroraria ingår i släktet Isturgia och familjen mätare. Inga underarter finns listade i Catalogue of Life.